# Grand Prix Brazílie 2004
Grand Prix Brazílie 33o Grande Prêmio Marlboro do Brasil

- 24. říjen 2004
- Okruh Interlagos
- 71 kol x 4,309 km = 305,909 km
- 731. Grand Prix
- 4. vítězství Juana Pabla Montoyi
- 113. vítězství pro Williams

## Výsledky
| Pozice | Jezdec               | Vůz              | Čas         |
| ------ | -------------------- | ---------------- | ----------- |
| 1      | Juan Pablo Montoya   | Williams FW26    | 1:28'01.451 |
| 2      | Kimi Räikkönen       | McLaren MP 4/19B | á 0:01:022  |
| 3      | Rubens Barrichello   | Ferrari F2004    | á 0:24:099  |
| 4      | Fernando Alonso      | Renault R 24     | á 0:48:908  |
| 5      | Ralf Schumacher      | Williams FW26    | á 0:49:740  |
| 6      | Takuma Sató          | BAR 006          | á 0:50:248  |
| 7      | Michael Schumacher   | Ferrari F2004    | á 0:50:626  |
| 8      | Felipe Massa         | Sauber C 23      | á 0:62:842  |
| 9      | Giancarlo Fisichella | Sauber C 23      | á 0:63:842  |
| 10     | Jacques Villeneuve   | Renault R 24     | á 1 kolo    |
| 11     | David Coulthard      | McLaren MP 4/19B | á 1 kolo    |
| 12     | Jarno Trulli         | Toyota TF 104B   | á 1 kolo    |
| 13     | Ricardo Zonta        | Toyota TF 104B   | á 1 kolo    |
| 14     | Christian Klien      | Jaguar R5B       | á 2 kola    |
| 15     | Timo Glock           | Jordan EJ 14     | á 2 kola    |
| 16     | Zsolt Baumgartner    | Minardi PS 04 B  | á 4 kola    |
| 17     | Gianmaria Bruni      | Minardi PS 04 B  | á 4 kola    |
| Kolo   | Odstoupili           | -                | -           |
| 23     | Mark Webber          | Jaguar R5B       | Nehoda      |
| 15     | Nick Heidfeld        | Jordan EJ 14     | spojka      |
| 3      | Jenson Button        | BAR 006          | Motor       |

### Nejrychlejší kolo
- Juan-Pablo MONTOYA Williams BMW 1'11,473 - 217.039 km/h

### Vedení v závodě
- 1-3 kolo Kimi Räikkönen
- 4-5 kolo Rubens Barrichello
- 6-7 kolo Felipe Massa
- 8-18 kolo Fernando Alonso
- 19-28 kolo Juan Pablo Montoya
- 29 kolo Kimi Räikkönen
- 30-50 kolo Juan Pablo Montoya
- 51-55 kolo Kimi Räikkönen
- 56-71 kolo Juan Pablo Montoya

### Postavení na startu
- červeně - výměna motoru / posunutí o 10 míst
- Modře – startoval z boxu

| 1. řada  | 2                    | 1                  |
|          | Juan Pablo Montoya   | Rubens Barrichello |
|          | Williams             | Ferrari            |
|          | 1'10.850             | 1'10.646           |
| 2. řada  | 4                    | 3                  |
|          | Felipe Massa         | Kimi Räikkönen     |
|          | Jaguar               | BAR                |
|          | Sauber               | McLaren            |
| 3. řada  | 6                    | 5                  |
|          | Takuma Sato          | Jenson Button      |
|          | BAR                  | BAR                |
|          | 1'11.120             | 1'11.092           |
| 4. řada  | 8                    | 7                  |
|          | Fernando Alonso      | Ralf Schumacher    |
|          | Renault              | Williams           |
|          | 1'11.454             | 1'11.131           |
| 5. řada  | 10                   | 9                  |
|          | Giancarlo Fisichella | Jarno Trulli       |
|          | Sauber               | Toyota             |
|          | 1'11.571             | 1'11.483           |
| 6. řada  | 12                   | 11                 |
|          | David Coulthard      | Mark Webber        |
|          | McLaren              | Jaguar             |
|          | 1'11.750             | 1'11.665           |
| 7. řada  | 14                   | 13                 |
|          | Ricardo Zonta        | Jacques Villeneuve |
|          | Toyota               | Renault            |
|          | 1'11.974             | 1'11.836           |
| 8. řada  | 16                   | 15                 |
|          | Nick Heidfeld        | Christian Klien    |
|          | Jordan               | Jaguar             |
|          | 1'12.829             | 1'12.211           |
| 9. řada  | 18                   | 17                 |
|          | Michael Schumacher   | Timo Glock         |
|          | Ferrari              | Jordan             |
|          | 1'11.386             | 1'13.502           |
| 10. řada | 20                   | 19                 |
|          | Zsolt Baumgartner    | Gianmaria Bruni    |
|          | Minardi              | Minardi            |
|          | 1'13.550             | - -- ---           |
| -------- | -------------------- | ------------------ |

### Zajímavosti
- Pneumatiky Michelin zvítězili po 75
- Zsolt Baumgartner startoval ve 20 GP
- Rubens Barrichello skončil na 3 místě po 24 v kariéře a vede tabulku před Davidem Coulthardem s 21